# Tuffi ai campionati mondiali di nuoto 2013 - Grandi altezze femminile
La competizione di tuffi dalle grandi altezze femminile dei campionati mondiali di nuoto 2013 si è svolta il 30 luglio.

## Medaglie
| Posizione | Atleta          | Paese       |
| --------- | --------------- | ----------- |
| Oro       | Cesilie Carlton | Stati Uniti |
| Argento   | Ginger Huber    | Stati Uniti |
| Bronzo    | Anna Bader      | Germania    |

## Risultati
| Pos. | Atleta            | Nazionalità | Round 1 | Round 2 | Round 3 | Totale |
| ---- | ----------------- | ----------- | ------- | ------- | ------- | ------ |
|      | Cesilie Carlton   | Stati Uniti | 54.60   | 72.90   | 84.20   | 211.60 |
|      | Ginger Huber      | Stati Uniti | 62.40   | 79.10   | 65.30   | 206.70 |
|      | Anna Bader        | Germania    | 65.00   | 72.60   | 66.30   | 203.90 |
| 4    | Stephanie de Lima | Canada      | 50.70   | 71.40   | 60.45   | 182.55 |
| 5    | Tara Hyer Tira    | Stati Uniti | 62.40   | 57.40   | 57.40   | 177.20 |
| 6    | Diana Tomilina    | Ucraina     | 42.90   | 74.25   | 36.80   | 153.95 |